# 김철준
김철준(金哲埈, 1923년~1989년 1월 17일)은 대한민국의 역사가이자, 교수이다.
일제로부터의 해방 이후 일제의 식민사학의 잔재를 없애려 노력했으며, 문화를 통해 역사를 이해하는 방식인 문화사관을 강조했다.